# Alo Bärengrub
Alo Bärengrub (* 12. února 1984, Kehtna) je bývalý estonský fotbalový obránce a reprezentant, naposledy hrál v klubu JK Nõmme Kalju. Hrál na postu stopera (středního obránce).
Mimo Estonsko působil na klubové úrovni v Norsku.

## Klubová kariéra
V Estonsku hrál postupně za kluby FC Lelle, FC Warrior Valga a FC Flora Tallinn. V letech 2008–2011 působil v norském FK Bodø/Glimt, pak se vrátil do Estonska do týmu JK Nõmme Kalju, s nímž v roce 2012 vyhrál Meistriliigu.

## Reprezentační kariéra
V A-mužstvu Estonska debutoval 2. 12. 2004 v Bangkoku na turnaji King's Cup v utkání proti týmu Maďarska, které skončilo porážkou Estonska 0:5.